# Wola Marcinkowska
Wola Marcinkowska – wieś w Polsce położona w województwie małopolskim, w powiecie nowosądeckim, w gminie Chełmiec. W latach 1975–1998 miejscowość administracyjnie należała do województwa nowosądeckiego. 30 czerwca 2004 r. wieś liczyła 269 mieszkańców.
Wieś położona jest we wschodniej części Beskidu Wyspowego.
Nazwa miejscowości pochodzi od sąsiedniej wsi Marcinkowice.